# Aceleradores de WAN
Aceleradores de WAN é um conjunto de técnicas para aumentar a eficiência de transferência de dados através de rede de longa distância (WANs).
Em 2008, o mercado de otimização da WAN foi estimado em US $ 1 bilhão, e deveria crescer para US $ 4,4 bilhões até 2014, de acordo com o Gartner Group, uma empresa de pesquisa de tecnologia. Em 2015, a Gartner estimou o mercado de otimização da WAN em US $ 1,1 bilhão.

As medidas mais comuns de eficiência de transferência de dados TCP (ou seja, otimização) são taxa de transferência, requisitos de largura de banda, latência, otimização de protocolo e congestionamento, conforme manifestado em pacotes descartados.